# Martha Behrens
Martha Behrens - verheiratet Willke (* 26. Mai 1932) ist eine ehemalige deutsche Tischtennisspielerin. Sie nahm an der Weltmeisterschaft 1954 teil und gewann dreimal die Senioren-Weltmeisterschaft.

## Jugend und Erwachsene
Behrens spielte mit dem Verein TTC Blau-Weiß Harsum von 1947 bis 1956 in der Damenverbandsliga Niedersachsen. Erste nationale Erfolge erzielte sie Ende der 1940er Jahre bei niedersächsischen Jugendmeisterschaften. 1958 erreichte sie mit I. Landwehr das Doppelendspiel bei den deutschen Jugendmeisterschaften. Es folgten im Erwachsenenbereich zahlreiche Titel bei Niedersachsen-Meisterschaften.
Bei den nationalen deutschen Meisterschaften kam sie 1952 im Doppel mit Franziska Henze und im Mixed mit Konrad Dettmer ins Halbfinale. 1954 wurde sie hinter Ulla Paulsen Vizemeisterin im Einzel. Mit Inge Süßmann spielte sie 1955 und 1957 nochmals im Halbfinale.
Mitte der 1950er Jahre gehörte Behrens zu den besten deutschen Spielerinnen. In der gesamtdeutschen Rangliste 1954 wurde sie auf Platz drei geführt. Im gleichen Jahr wurde sie für die Weltmeisterschaft nominiert, wo sie sich mit dem Damenteam Dreizehnter wurde. In den Individualwettbewerben unterlag sie im Einzel Claude Rougagnou (Frankreich), im Doppel mit Bep Oosterwijk (Niederlande) nach Freilos gegen Shirley Jones/Vera Rowe (Wales) und im Mixed mit Peter von Pierer nach Freilos gegen Hassan Abou Heif/Khadiga Abou Heif Rifaat (Ägypten). Bei den Internationalen französischen Meisterschaften 1957 in Rouen landete sie auf Platz drei.
Als sich 1956 die Damenmannschaft des TTC Blau-Weiß Harsum auflöste, schloss sich Behrens dem Verein TTC Westfalia Münster an. Im gleichen Jahr heiratete sie und trat dann unter dem Namen Martha Willke auf.

## Senioren
1977 spielte Willke in Hildesheim, später bei SV Cheruskia Laggenbeck. Seit den 1980er Jahren nahm sie erfolgreich an Seniorenturnieren teil. Bei den deutschen Senioren-Meisterschaften gewann sie seit 1983 mehr als 20 Titel. Im Doppel harmonierte sie meist mit Waltraud Zehne. Mit ihr gelang 1992 und 2002 der Gewinn der Senioren-Weltmeisterschaft im Doppel. 2008 holte Willke den WM-Titel im Einzel (Ü75), 2010 wurde sie im Doppel Ü75 Dritter. Bereits 2005 wurde die Europameisterschafts-Dritte im Einzel.
Seit 2000 spielt Willke beim TTV Lübbecke und tritt hier noch in der Verbandsliga an.

## Turnierergebnisse
| Verband | Veranstaltung     | Jahr | Ort     | Land | Einzel     | Doppel    | Mixed     | Team |
| ------- | ----------------- | ---- | ------- | ---- | ---------- | --------- | --------- | ---- |
| GER     | Weltmeisterschaft | 1954 | Wembley | ENG  | letzte 128 | letzte 32 | letzte 64 | 9    |